# Funa Tonaki
Funa Tonaki (渡名喜 風南 Tonaki Fūna; Sagamihara, 1 de agosto de 1995) é uma judoca japonesa, medalhista olímpica.

## Carreira
Tonaki esteve nos Jogos Olímpicos de Verão de 2020 em Tóquio, onde participou do confronto de peso ligeiro, conquistando a medalha de prata em disputa contra a kosovar Distria Krasniqi.